# Semantischer Desktop
Der Semantische Desktop ist ein Begriff der Informatik. Hierbei werden Ideen des Semantischen Web aufgegriffen und auf alle Programme des Computers übertragen. Dies betrifft vor allem Änderungen in den Schnittstellen zwischen den Programmen sowie Änderungen an der Benutzerschnittstelle. Dies soll durch Einführung von RDF als universelles Datenformat gewährleistet werden.
Der Hauptunterschied zwischen dem semantischen Web und dem semantischen Desktop besteht darin, dass die Daten beim semantischen Web öffentlich zugänglich sind, während die Daten beim Semantischen Desktop für den persönlichen Gebrauch gedacht sind.

## Problemstellung
Das Problem bei nichtsemantischen Informationsarchitekturen besteht darin, dass Daten in speziellen, voneinander unabhängigen Dateiformaten gespeichert werden. Beispielsweise werden E-Mails in E-Mail-Dateien (oder einer E-Mail-Datenbank) gespeichert, Kontaktdaten in Kontaktdateien, Termine in Termindateien usf. Zusätzlich unterscheiden sich die Dateiformate zwischen den einzelnen Herstellern, wodurch eine Interpretation oder gar eine Zusammenführung der Daten nur mit spezieller Software möglich ist. In vielen Anwendungsfällen ist es jedoch unbedingt erforderlich, Informationen aus verschiedenen Programmen, etwa einem Adressbuch und einem Terminkalender, zusammenzuführen.
Als Beispiel bietet sich eine E-Mail-Applikation an, welche beim Klicken auf eine E-Mail-Adresse die Möglichkeit bietet, eine E-Mail an diese Adresse zu verfassen. An einer anderen Stelle, etwa in einer Listenansicht mit erhaltenen E-Mails, muss sich diese Funktionalität jedoch nicht bieten, da die E-Mail-Adresse zu einer Zeichenkette serialisiert werden könnte. Obwohl es sich für den Benutzer um dieselbe Adresse handelt, wird diese vom Programm einmal als E-Mail-Objekt gehandhabt, während das Programm in der Listenansicht nur eine Zeichenkette mit reduzierter Funktionalität anbietet.
Bei einer Applikation, welche der Idee des Semantischen Desktops folgt, bestehen solche Probleme nicht. Bei semantischen Anwendungen werden alle Informationen so weit wie möglich in einem einheitlichen Datenformat (etwa RDF) verfügbar gemacht. Aufgrund der Verwendung von Ontologien, welche zusätzlich bereitgestellt werden, kann der Rechner zudem Schlüsse daraus ableiten, wie die Daten zu behandeln sind und wie diese mit anderen Daten verknüpft werden können. Andererseits werden alle Objekte einheitlich behandelt, wodurch an jeder Stelle, an der dem Benutzer ein Objekt eines bestimmten Typs präsentiert wird, dieselben Methoden zur Verfügung stehen.